# Olympische Sommerspiele 1988/Leichtathletik – Hochsprung (Männer)

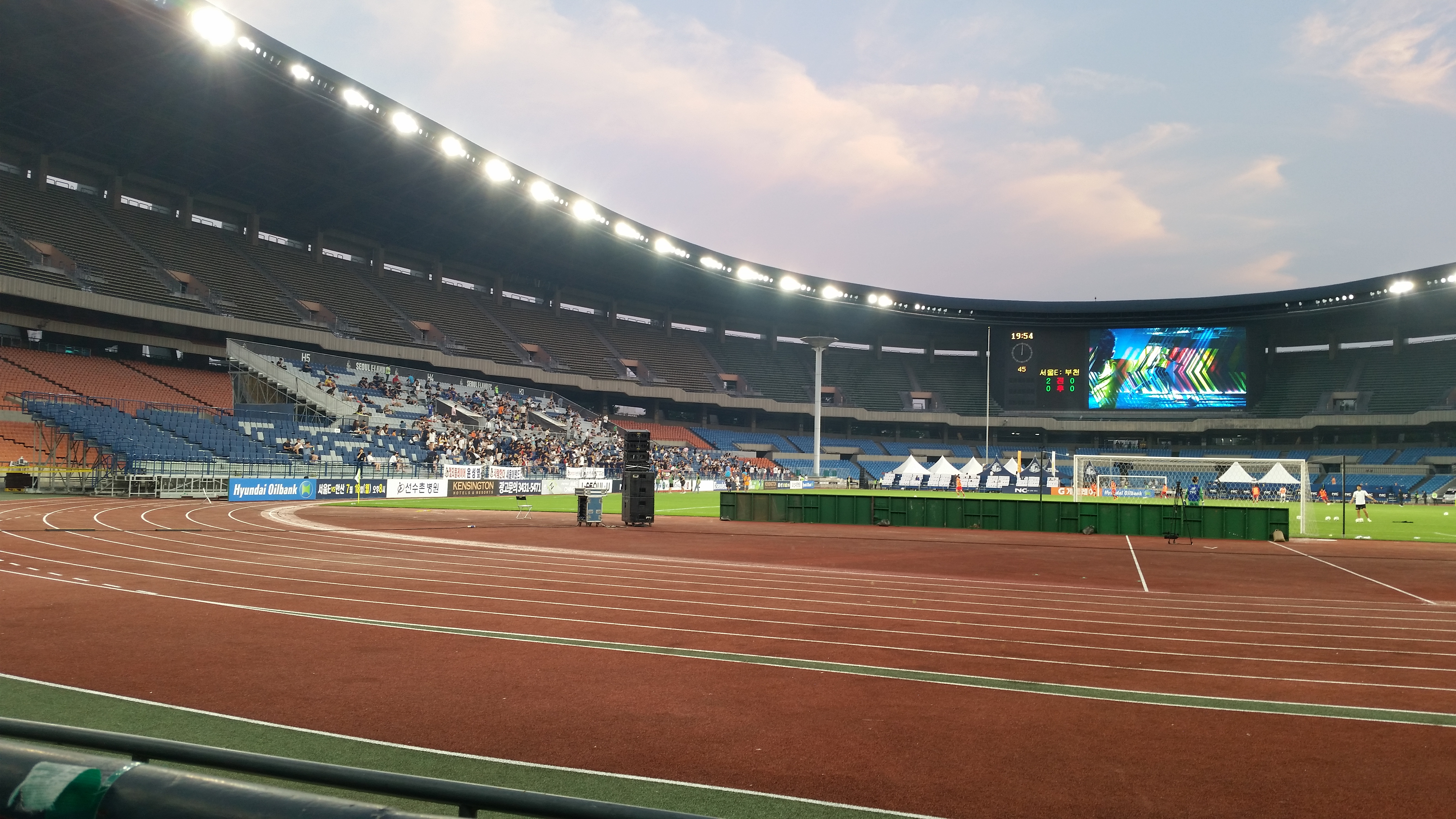
Innenraum des Olympiastadions im Jahr 2016

Der Hochsprung der Männer bei den Olympischen Spielen 1988 in Seoul wurde am 24. und 25. September 1988 in zwei Runden im Olympiastadion Seoul ausgetragen. 27 Athleten nahmen teil.
Olympiasieger wurde Hennadij Awdjejenko aus der Sowjetunion. Er gewann vor dem US-Amerikaner Hollis Conway. Es wurden zwei Bronzemedaillen vergeben, da zwei Athleten die gleiche Höhe mit der gleichen Anzahl von Fehlversuchen erreichten. Die Medaillen gingen an Rudolf Powarnizyn aus der Sowjetunion und Patrik Sjöberg aus Schweden.
Für die Bundesrepublik Deutschland gingen der Olympiasieger von 1984 Dietmar Mögenburg und Carlo Thränhardt an den Start. Beide erreichten das Finale. Mögenburg wurde Sechster, Thränhardt Siebter.

Athleten aus der DDR, der Schweiz, Österreich und Liechtenstein nahmen nicht teil.

## Aktuelle Titelträger
| Olympiasieger 1984                      | Dietmar Mögenburg ( BR Deutschland) | 2,35 m | Los Angeles 1984  |
| Weltmeister 1987                        | Patrik Sjöberg ( Schweden)          | 2,38 m | Rom 1987          |
| Europameister 1986                      | Igor Paklin ( Sowjetunion)          | 2,34 m | Stuttgart 1986    |
| Panamerikanischer Meister 1987          | Javier Sotomayor ( Kuba)            | 2,32 m | Indianapolis 1987 |
| Zentralamerika und Karibik-Meister 1987 | Clarence Saunders ( Bermuda)        | 2,26 m | Caracas 1987      |
| Südamerika-Meister 1987                 | Fernando Moreno ( Argentinien)      | 2,17 m | São Paulo 1987    |
| Asienmeister 1987                       | Liu Yungpeng ( Volksrepublik China) | 2,24 m | Singapur 1987     |
| Afrikameister 1988                      | Boubacar Guèye ( Senegal)           | 2,16 m | Annaba 1988       |

## Rekorde

### Bestehende Rekorde
| Weltrekord         | 2,43 m | Javier Sotomayor ( Kuba) | Salamanca, Spanien                             | 8. September 1988 |
| Olympischer Rekord | 2,36 m | Gerd Wessig ( DDR)       | Finale OS Moskau, Sowjetunion (heute Russland) | 1. August 1980    |

### Rekordegalisierungen / -verbesserung
Im Finale am 25. September wurde der bestehende olympische Rekord viermal egalisiert und schließlich einmal verbessert:
- 2,36 m (Egalisierung) – Hennadij Awdjejenko (Sowjetunion), erster Versuch
- 2,36 m (Egalisierung) – Hollis Conway (USA), erster Versuch
- 2,36 m (Egalisierung) – Rudolf Powarnizyn (Sowjetunion), zweiter Versuch
- 2,36 m (Egalisierung) – Patrik Sjöberg (Schweden), zweiter Versuch
- 2,38 m (Verbesserung) – Hennadij Awdjejenko (Sowjetunion), zweiter Versuch

## Qualifikation
Datum: 24. September 1988, 12:00 Uhr
Für die Qualifikation wurden die Athleten in zwei Gruppen gelost. Sieben Springer (hellblau unterlegt) überquerten die direkte Finalqualifikationshöhe von 2,28 m. Damit war die Mindestanzahl von zwölf Finalteilnehmern nicht erreicht, sodass die neun Teilnehmer (hellgrün unterlegt) mit der nächstbesten Höhe von 2,25 m ebenfalls im Finale dabei sei konnten. Dabei wurde die Fehlversuchsregel nicht zur angewendet. In der Qualifikationsgruppe B hatte sich während der Austragung der Qualifikation bereits abgezeichnet, dass 2,25 m für die Finalteilnahme ausreichen würden. So wurde die eigentliche Qualifikationshöhe außer durch einen von ihnen gar nicht mehr in Angriff genommen, nachdem sie 2,25 m gemeistert hatten.

## Legende
Kurze Übersicht zur Bedeutung der Symbolik – so üblicherweise auch in sonstigen Veröffentlichungen verwendet:
| – | verzichtet   |
| o | übersprungen |
| x | ungültig     |

### Gruppe A

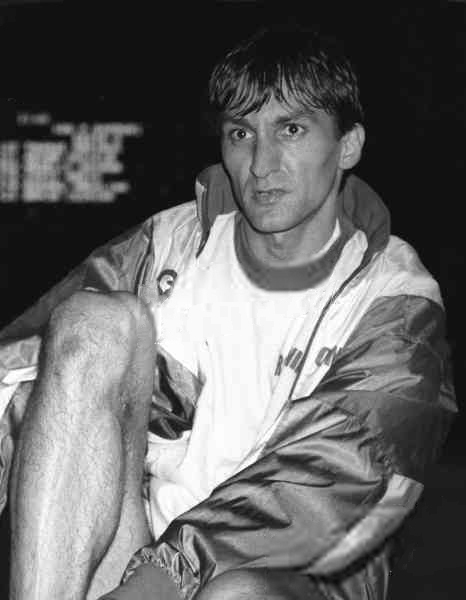
Sorin Matei – ausgeschieden mit 2,19 m

| Platz | Name              | Nation           | 2,05 m | 2,10 m | 2,15 m | 2,19 m | 2,22 m | 2,25 m | 2,28 m | Höhe   |
| ----- | ----------------- | ---------------- | ------ | ------ | ------ | ------ | ------ | ------ | ------ | ------ |
| 1     | Dietmar Mögenburg | BR Deutschland   | –      | –      | –      | o      | –      | o      | o      | 2,28 m |
| 1     | Igor Paklin       | Sowjetunion      | –      | –      | –      | o      | –      | o      | o      | 2,28 m |
| 3     | Geoff Parsons     | Großbritannien   | –      | –      | o      | –      | –      | xo     | o      | 2,28 m |
| 4     | Clarence Saunders | Bermuda          | –      | –      | –      | o      | –      | xxo    | o      | 2,28 m |
| 5     | Hollis Conway     | USA              | –      | –      | –      | o      | o      | xo     | xo     | 2,28 m |
| 5     | Dalton Grant      | Großbritannien   | –      | –      | –      | o      | –      | xo     | xo     | 2,28 m |
| 7     | Arturo Ortiz      | Spanien          | o      | –      | o      | –      | xo     | xo     | xo     | 2,28 m |
| 8     | Róbert Ruffíni    | Tschechoslowakei | –      | –      | o      | o      | xo     | o      | xxx    | 2,25 m |
| 9     | Luca Toso         | Italien          | –      | –      | o      | xo     | –      | xxo    | xxx    | 2,25 m |
| 10    | Troy Kemp         | Bahamas          | –      | –      | o      | o      | –      | –      | xxx    | 2,19 m |
| 10    | Sorin Matei       | Rumänien         | –      | –      | –      | o      | –      | xxx    |        | 2,19 m |
| 12    | Floyd Manderson   | Großbritannien   | o      | o      | o      | xxo    | xxx    |        |        | 2,19 m |
| 13    | Paul Ngadjadoum   | Tschad           | o      | o      | o      | –      |        |        |        | 2,15 m |

### Gruppe B

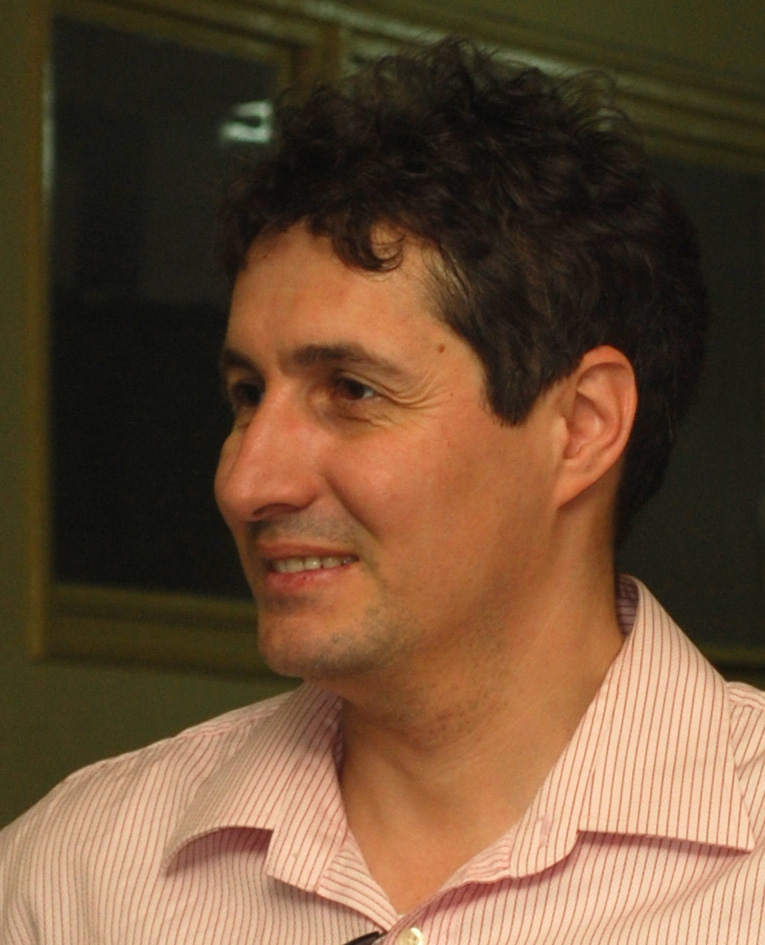
Artur Partyka (Foto: 2009) erreichte mit 2,19 m nicht das Finale

| Platz | Name                | Nation              | 2,05 m | 2,10 m | 2,15 m | 2,19 m | 2,22 m | 2,25 m | 2,28 m | Höhe   |
| ----- | ------------------- | ------------------- | ------ | ------ | ------ | ------ | ------ | ------ | ------ | ------ |
| 1     | Patrik Sjöberg      | Schweden            | –      | –      | –      | o      | o      | o      | –      | 2,25 m |
| 2     | Rudolf Powarnizyn   | Sowjetunion         | –      | –      | –      | xo     | o      | o      | –      | 2,25 m |
| 2     | Brian Stanton       | USA                 | –      | –      | o      | o      | xo     | o      | –      | 2,25 m |
| 4     | Hennadij Awdjejenko | Sowjetunion         | –      | –      | o      | –      | xxo    | o      | –      | 2,25 m |
| 5     | James Allen Howard  | USA                 | –      | o      | o      | –      | o      | xo     | –      | 2,25 m |
| 5     | Carlo Thränhardt    | BR Deutschland      | –      | –      | –      | o      | –      | xo     | –      | 2,25 m |
| 7     | Krzysztof Krawczyk  | Polen               | –      | –      | o      | –      | xo     | xo     | –      | 2,25 m |
| 8     | Milton Ottey        | Kanada              | –      | –      | –      | xo     | o      | xxx    |        | 2,22 m |
| 9     | Jo Hyeon-uk         | Südkorea            | –      | o      | o      | –      | xxo    | –      | xxx    | 2,22 m |
| 10    | Brian Marshall      | Kanada              | –      | o      | xxo    | xxo    | xxo    | xxx    |        | 2,22 m |
| 11    | Artur Partyka       | Polen               | –      | o      | o      | o      | xxx    |        |        | 2,19 m |
| 12    | Zhu Jianhua         | Volksrepublik China | –      | o      | –      | xo     | xxx    |        |        | 2,19 m |
| 13    | Fernando Pastoriza  | Argentinien         | o      | o      | xxx    |        |        |        |        | 2,10 m |
| NM    | Cheick Seynou       | Burkina Faso        | xxx    |        |        |        |        |        |        | ogV    |

## Finale

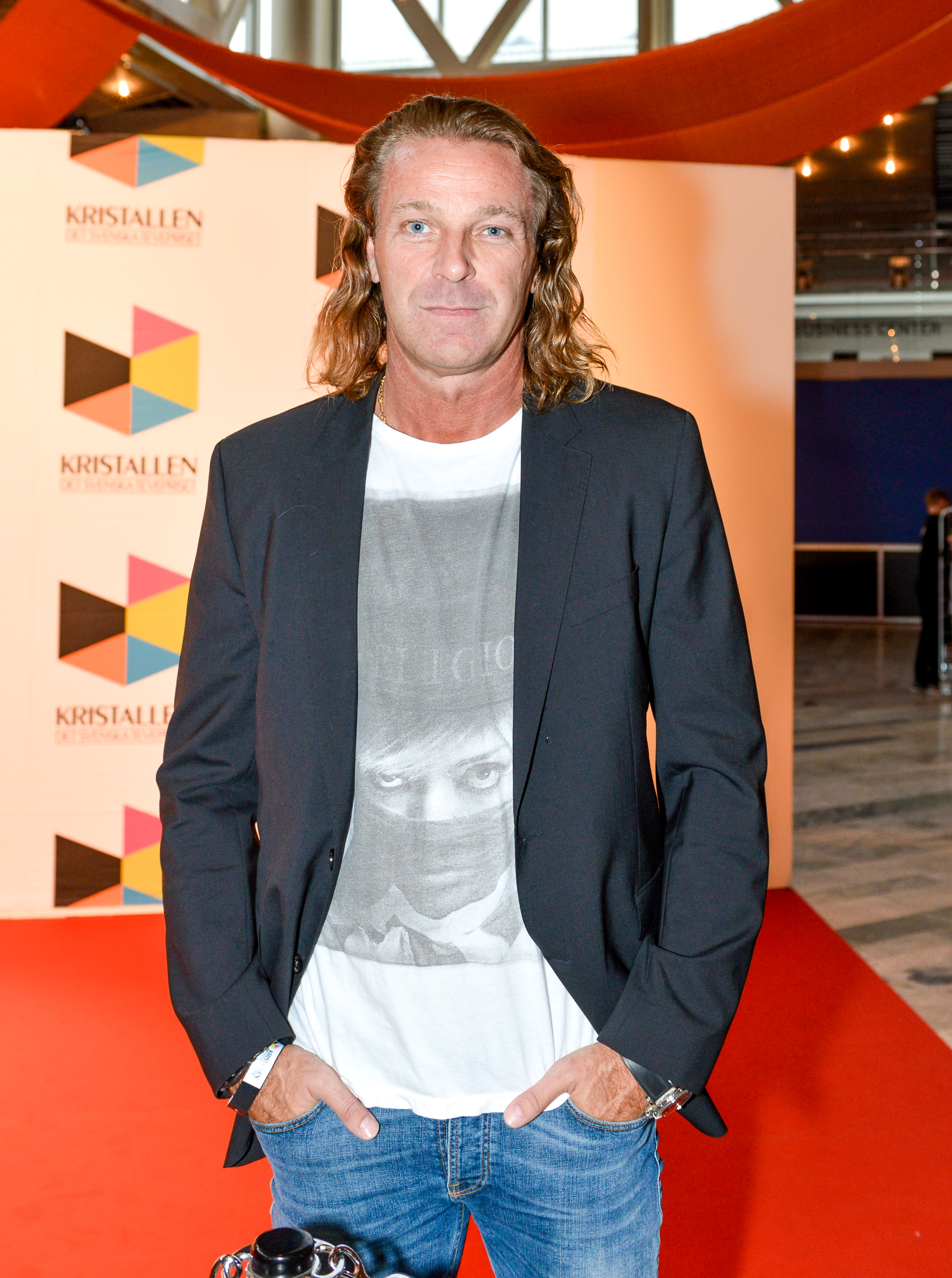
Patrik Sjöberg (hier im Jahr 2013), Silbermedaillengewinner von 1984, sicherte sich eine von zwei vergebenen Bronzemedaillen

Datum: 25. September 1988, 12:10 Uhr
| Platz | Name                | Nation           | 2,15 m | 2,20 m | 2,25 m | 2,28 m | 2,31 m | 2,34 m | 2,36 m | 2,38 m | 2,40 | 2,44 | Endresultat | Anmerkung |
| ----- | ------------------- | ---------------- | ------ | ------ | ------ | ------ | ------ | ------ | ------ | ------ | ---- | ---- | ----------- | --------- |
| 1     | Hennadij Awdjejenko | Sowjetunion      | –      | o      | o      | –      | o      | o      | o      | xo OR  | x–   | xx   | 2,38 m      | OR        |
| 2     | Hollis Conway       | USA              | –      | xo     | xo     | o      | o      | xo     | o ORe  | xxx    |      |      | 2,36 m      |           |
| 3     | Rudolf Powarnizyn   | Sowjetunion      | –      | o      | o      | o      | o      | o      | xo ORe | xxx    |      |      | 2,36 m      |           |
| 3     | Patrik Sjöberg      | Schweden         | –      | –      | o      | –      | o      | –      | xo ORe | xxx    |      |      | 2,36 m      |           |
| 5     | Clarence Saunders   | Bermuda          | –      | o      | xo     | –      | x– –   | o      | x– –   | xx     |      |      | 2,34 m      |           |
| 6     | Dietmar Mögenburg   | BR Deutschland   | –      | –      | o      | –      | xo     | xo     | x– –   | xx     |      |      | 2,34 m      |           |
| 7     | Dalton Grant        | Großbritannien   | –      | –      | o      | –      | o      | xxx    |        |        |      |      | 2,31 m      |           |
| 7     | Igor Paklin         | Sowjetunion      | –      | o      | o      | –      | o      | x– –   | xx     |        |      |      | 2,31 m      |           |
| 7     | Carlo Thränhardt    | BR Deutschland   | –      | –      | o      | –      | o      | xx–    | x      |        |      |      | 2,31 m      |           |
| 10    | James Allen Howard  | USA              | –      | o      | o      | xo     | o      | xxx    |        |        |      |      | 2,31 m      |           |
| 11    | Brian Stanton       | USA              | o      | –      | o      | o      | xo     | xxx    |        |        |      |      | 2,31 m      |           |
| 12    | Krzysztof Krawczyk  | Polen            | –      | o      | o      | xo     | xxo    | xxx    |        |        |      |      | 2,31 m      |           |
| 13    | Luca Toso           | Italien          | xo     | o      | o      | xxx    |        |        |        |        |      |      | 2,25 m      |           |
| 14    | Arturo Ortiz        | Spanien          | o      | –      | xxo    | xxx    |        |        |        |        |      |      | 2,25 m      |           |
| 15    | Róbert Ruffíni      | Tschechoslowakei | o      | xxo    | xxx    |        |        |        |        |        |      |      | 2,20 m      |           |
| 16    | Geoff Parsons       | Großbritannien   | o      | –      | xxx    |        |        |        |        |        |      |      | 2,15 m      |           |

Der kubanische Weltrekordler Javier Sotomayor konnte auf Grund des Boykotts seines Landes in Seoul nicht teilnehmen. Ansonsten war die Hochsprungweltspitze vollständig am Start. Neben dem Olympiasieger von 1984 Dietmar Mögenburg traten vier ehemalige Weltrekordspringer an: Patrik Sjöberg aus Schweden – gleichzeitig amtierender Weltmeister, Zhu Jianhua aus China sowie Igor Paklin und Rudolf Powarnizyn, beide aus der Sowjetunion. Mit Paklin und seinem Landsmann Hennadij Awdjejenko waren auch die beiden WM-Zweiten von 1987 im Teilnehmerfeld. So war ein hochklassiger Wettbewerb zu erwarten. Jianhua scheiterte überraschend bereits in der Qualifikation. Insgesamt hatten sich sechzehn Athleten für das Finale qualifiziert: jeweils drei Springer aus der Sowjetunion und aus den USA, zwei Springer aus der Bundesrepublik Deutschland, zwei Briten, sowie jeweils ein Teilnehmer von den Bermudas, aus Italien, Polen, Schweden, Spanien und der Tschechoslowakei.
Bei der Höhe von 2,34 m gab es noch acht Springer im Kampf um die Medaillen, wobei Paklin einen und der Bundesdeutsche Carlo Thränhardt bereits zwei Fehlversuche hatten und ihre jeweils letzten Sprünge in die nächste Höhe mitnahmen. Beide übersprangen jedoch die 2,36 m nicht und schieden damit aus. Während Awdjejenko und der US-Athlet Hollis Conway diese Höhe im ersten Versuch bewältigten, benötigten Sjöberg und Powarnizyn zwei Versuche. Mögenburg und Clarence Saunders von den Bermudas rissen jeweils einmal und nahmen ihre jeweils übrigen beiden Versuche mit in die nächste Höhe von 2,38 m. Sowohl Saunders als auch Mögenburg scheiterten. Saunders wurde auf Grund von weniger Fehlversuchen Fünfter, Mögenburg Sechster.
Hennadij Awdjejenko war der einzige Springer, der 2,38 m überqueren konnte. Das war ein neuer olympischer Rekord und brachte ihm den Olympiasieg. Conway hatte ebenso wie Powarnizyn und Sjöberg drei Fehlversuche. Hollis Conway gewann die Silbermedaille, da er die vorherige Höhe von 2,36 m mit seinem ersten Sprung bewältigt hatte. Sowohl für Rudolf Powarnizyn als auch für Patrik Sjöberg gab es Bronze, da sie beide nur jeweils einen Fehlversuch bei 2,36 m hatten. Olympiasieger Awdjejenko ließ 2,40 m auflegen, riss die Latte jedoch beim ersten Mal. Die beiden restlichen Versuche sparte er sich für die Weltrekordhöhe von 2,44 m auf, die er jedoch nicht überspringen konnte.

## Video
- 2 38 and WR attempt Gennadiy Avdeyenko 1988 Olympics High Jump, abgerufen am 30. November 2021